# Хачатрян, Грант Грачевич
Грант Грачевич Хачатрян (арм. Հրանտ Խաչատրյան, 26 октября 1951, село Баграмян Арташатский район) — армянский государственный и политический деятель.

## Биография
- 1967—1972 — Ереванский политехнический институт. Инженер-радиотехник. Действительный член Армянского филиала Российской академии естественных наук, международной академии духовного единства народов мира.
- 1972—1973 — работал инженером в институте радиофизики и электроники АН.
- 1973—1978 — инженер, старший инженер, руководитель группы во всесоюзном институте радиофизических измерений.
- 1978—1983, 1986—1990 — был ведущим инженером, заведующим сектором, заведующим отделом в центре «Атис» Разданского ПО «Машиностроитель».
- 1983—1986 — аспирант, младший научный сотрудник в Московском авиационном институте.
- 1988 — один из учредителей конституционной группы района им. 26 Комиссаров (г.Ереван).
- 1998 — был кандидатом в президенты Армении, исполнительный секретарь политического совета при президенте.
- 1990—1995 — депутат Верховного совета Армянской ССР. Секретарь постоянной комиссии по утверждению независимой государственности и вопросам национальной политики.
- 1999—2003 — вновь депутат парламента. Член постоянной комиссии по обороне, национальной безопасности и внутренним делам. Член фракции «Право и единение».
- 2003—2007 — депутат парламента. Член постоянной комиссии по обороне, национальной безопасности и внутренним делам. Учредитель-основатель союза «Конституционное право».